# Giulio Peranzoni
Giulio Peranzoni (Milano, 30 giugno 1952) è un illustratore italiano.

## Biografia
Nato a Milano, Giulio Peranzoni ha lavorato come fumettista e illustratore per i più importanti quotidiani a tiratura nazionale (la Repubblica, Corriere della Sera, l'Unità) e per diverse agenzie pubblicitarie. Ha al suo attivo anche numerose collaborazioni con case editrici nel settore dei libri educativi e per ragazzi. Oltre all'attività di illustratore si dedica anche alla pittura e alla scultura. Dal 2001 vive e lavora a Massa Carrara.
Ha insegnato presso l'Istituto Europeo di Design (IED), presso la Scuola del Fumetto di Milano e presso la Scuola superiore d'Arte applicata all'Industria del Castello Sforzesco e al Liceo artistico "Russoli" di Pisa.
Dal 1992 al 1998 è stato presidente dell'Associazione illustratori.
Nel 2010 ha pubblicato per l'e-publisher Area51 l'e-book "E-DRAWING" in cui descrive le nuove tipologie di illustrazioni digitali nell'ambito dell'editoria elettronica. Una dettagliata analisi  dello sviluppo del nuovo mercato editoriale  e della nuova percezione visiva dei nativi digitali. Dal 2012 ha portato il disegnare dal vivo nell'ambito teatrale con due spettacoli di impegno civile (Giovanni e Nori e i Carnefici)  in collaborazione con il giornalista Daniele Biacchessi. Nel 2015 ha progettato ed editato un nuovo prodotto editoriale: il livebook, un  dvd in cui il reading del testo dal vivo viene interpretato con la registrazione dal vivo delle immagini disegnate  e con una  base musicale di vari musicisti. Nel 2016 in collaborazione come aiuto regista sempre con Daniele Biacchessi ha prodotto il film "il sogno di Fausto e Iaio", in cui la maggioranza dei disegni inseriti nella narrazione sono stati registrati in LDP (live digital painting). Nel 2017 sempre con Daniele Biacchessi, pubblica il film "Una generazione scomparsa" dove racconta i crimini fascisti argentini durante la dittatura del 1978:  trentamila desaparecidos, voli della morte, crimini contro l'umanità durante i campionati del mondo di calcio del 1978. Film interamente eseguito con le illustrazioni in LDP e animazioni che ha avuto un grande successo anche internazionale. Nel 2019 edita un nuovo film sempre in collaborazione con Daniele Biacchessi: L'altra America di Woody Guthrie. Un film  interamente disegnato con illustrazioni in divenire della vita di Woddy Guthrie e sul suo impegno civile e sociale. Nel 2020 edita , sempre con Biacchessi, il film   "L'Italia liberata" un lungometraggio  sulla storia della Resistenza Italiana tratto dall'omonimo libro,  in cui i  disegni sono i protagonisti delle vicende rappresentate.
Dai primi mesi del 2020 inizia a disegnare le gesta dei partigiani con i fumetti e con video multimediali. Un progetto che ha lo scopo di utilizzare i linguaggi  delle nuove generazioni per passare la memoria della Resistenza.